# Wodospad Magurski
Wodospad Magurski – blisko 7 metrowej wysokości próg skalny. Znajduje się w Foluszu, leżącym na obrzeżu Magurskiego Parku Narodowego. 
Dojście szlakiem zielonym (ok. 20 minut), jest to największy wodospad w Beskidzie Niskim. 